# Damas-et-Bettegney
Damas-et-Bettegney – miejscowość i gmina we Francji, w regionie Grand Est, w departamencie Wogezy.
Według danych na rok 1990 gminę zamieszkiwało 318 osób, a gęstość zaludnienia wynosiła 21 osób/km² (wśród 2335 gmin Lotaryngii Damas-et-Bettegney plasuje się na 732. miejscu pod względem liczby ludności, natomiast pod względem powierzchni na miejscu 336.).